# Église Notre-Dame d'Échillais
L'église Notre-Dame est une église de style roman saintongeais située à Échillais en Saintonge, dans le département français de la Charente-Maritime en région Nouvelle-Aquitaine.

## Historique
L'église Notre-Dame fut construite en style roman au XIIe siècle.

## Protection
L'église Notre-Dame fait l'objet d'un classement au titre des monuments historiques depuis la liste des monuments historiques protégés en 1840.

## Galerie de photos

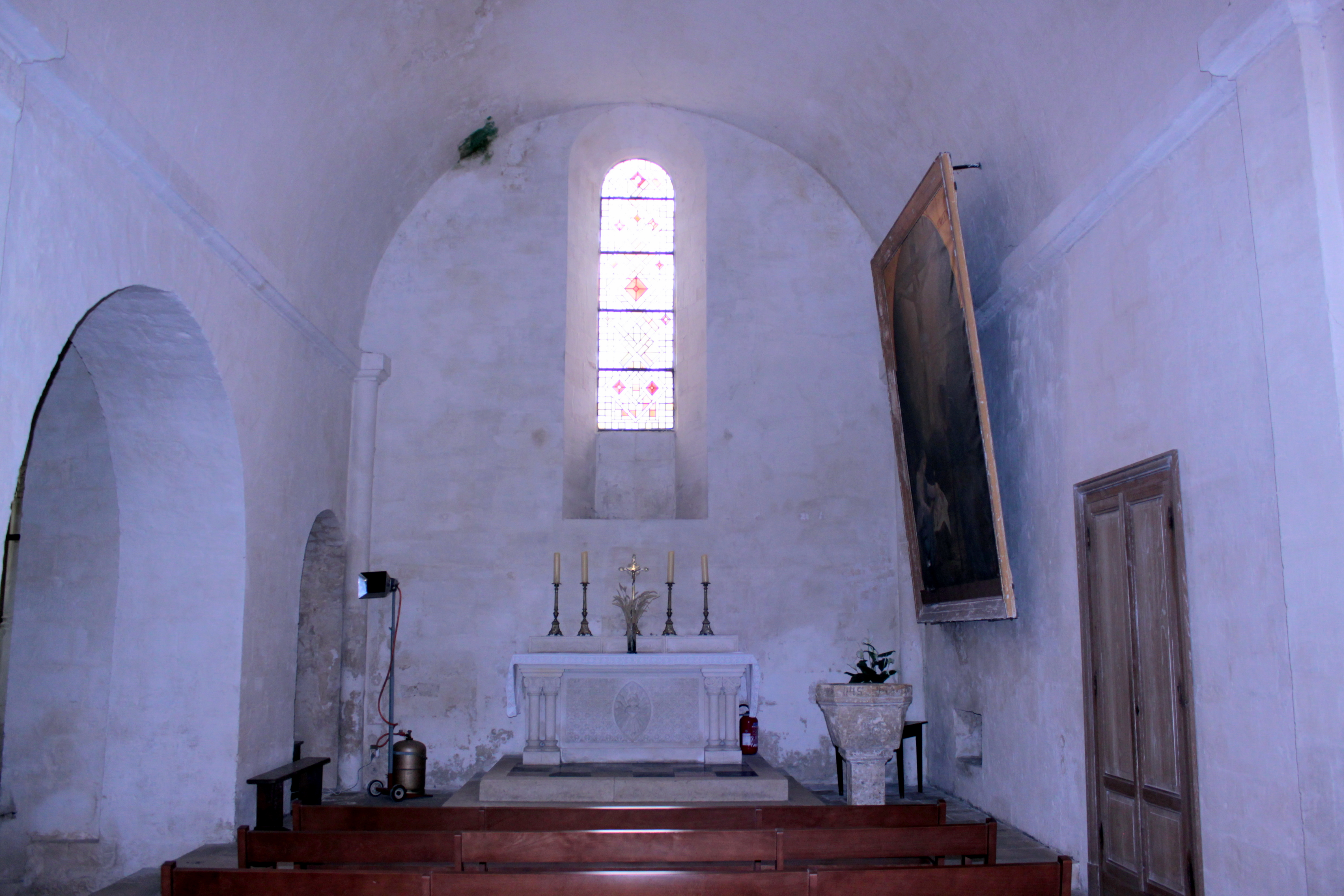
Absidiole droite.
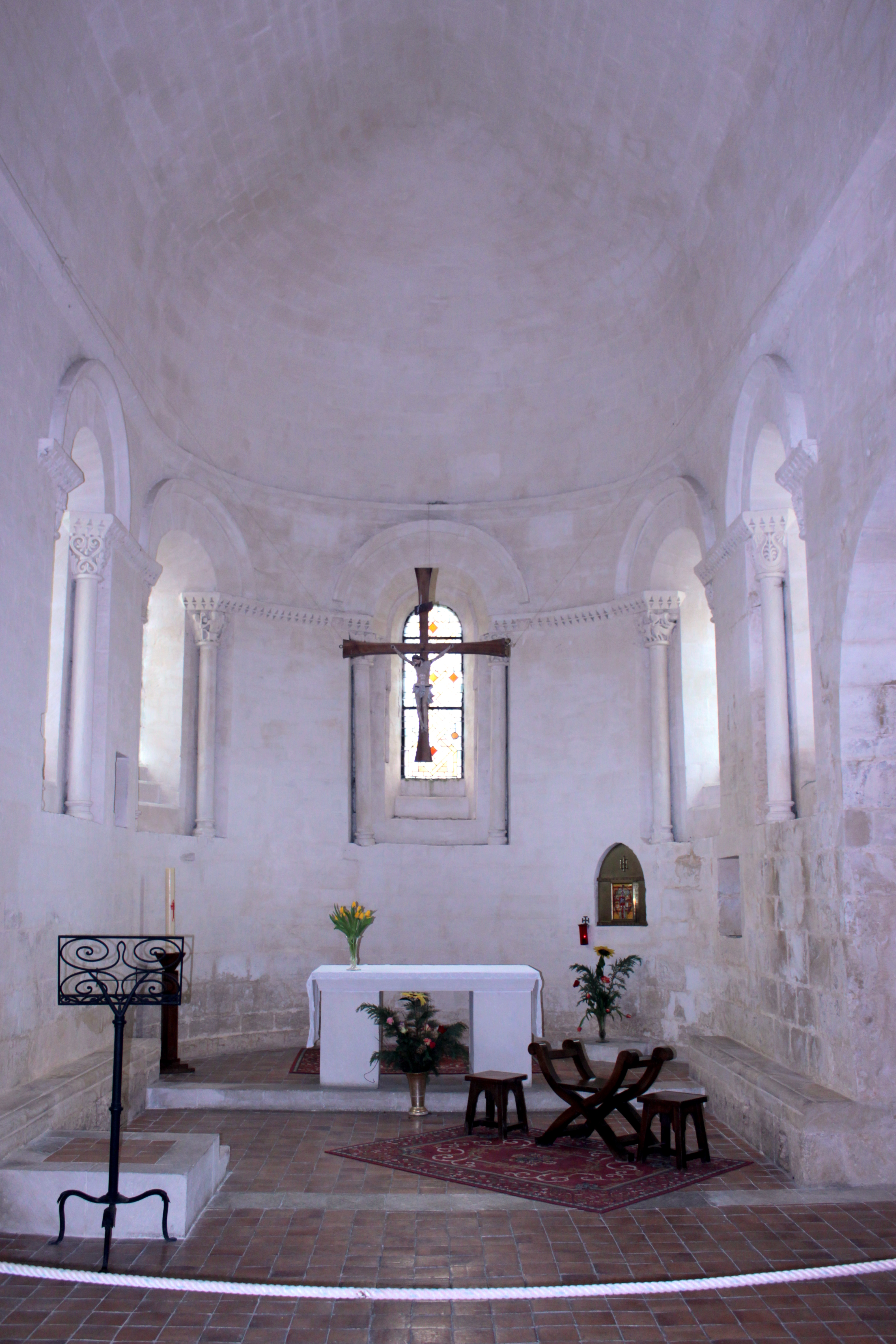
Nef.
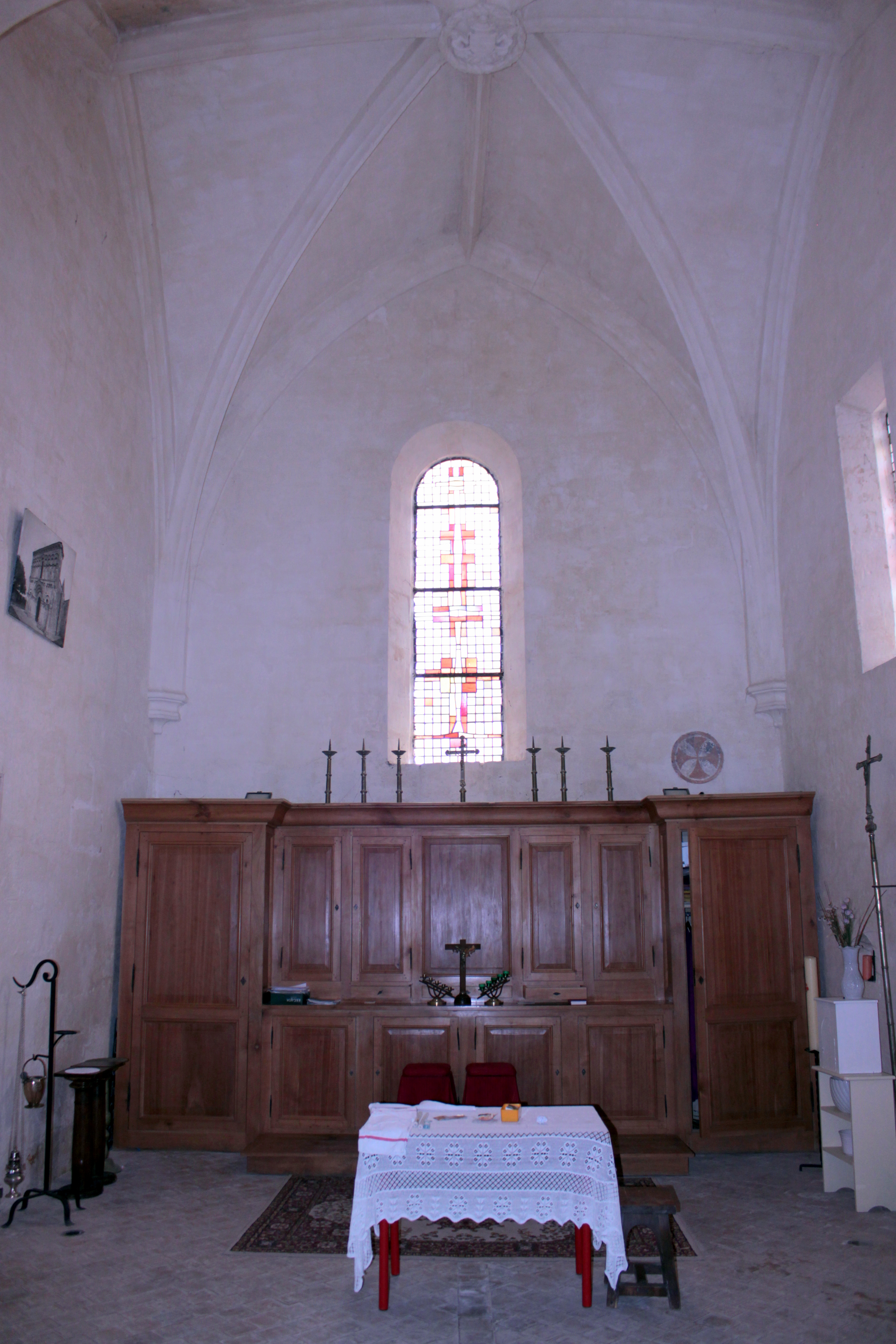
Absidiole gauche.
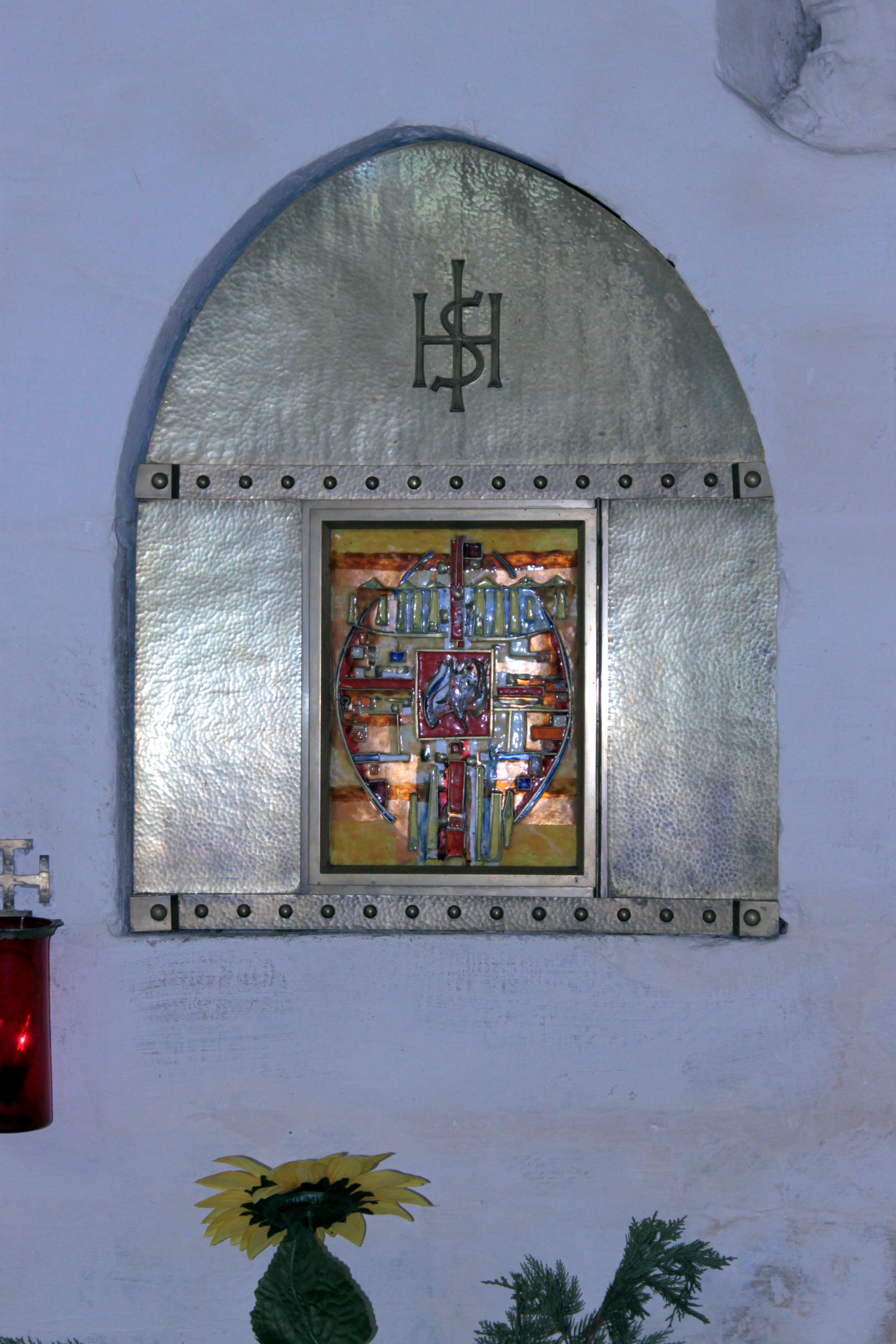
Tabernacle.
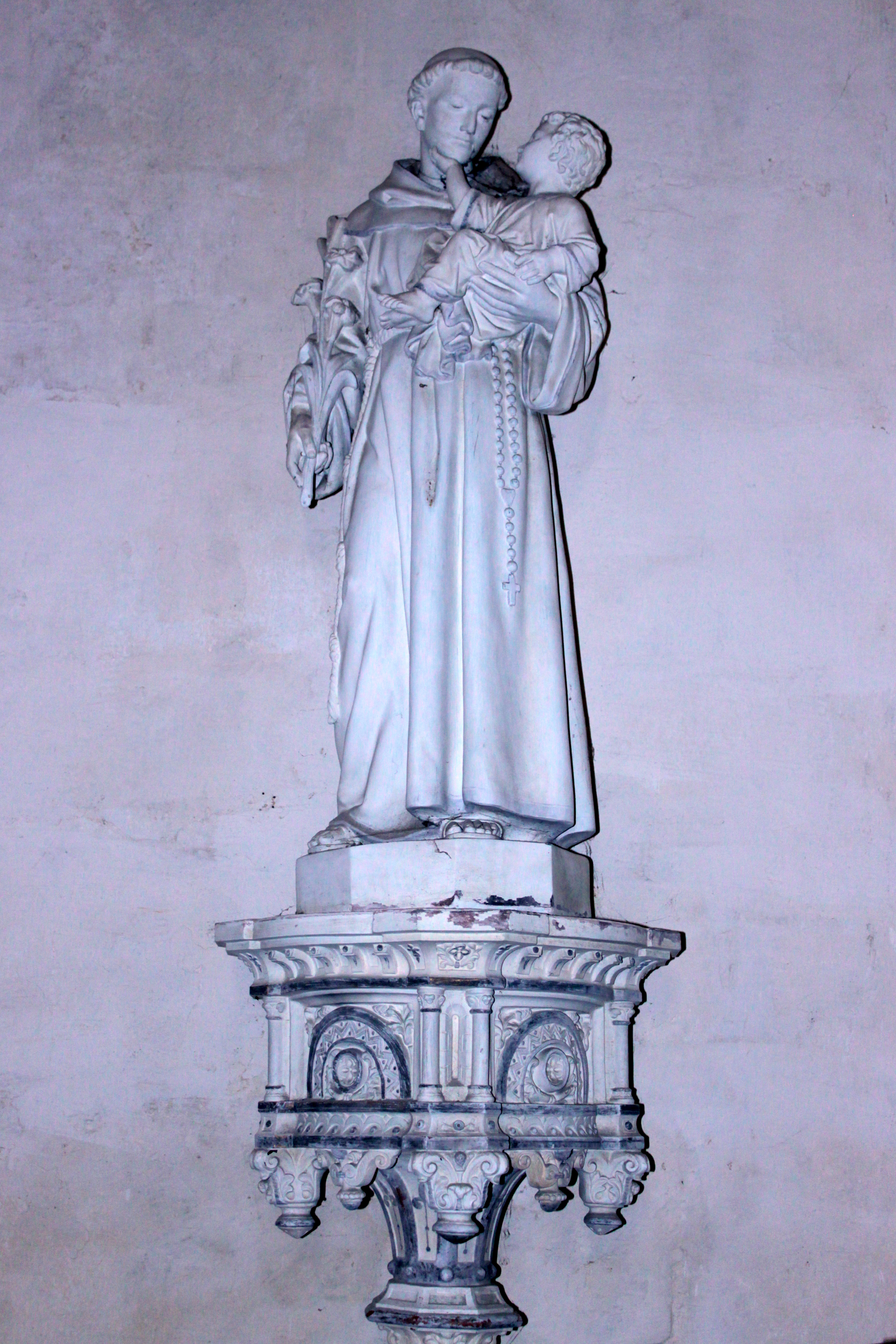
Saint Antoine de Padoue.
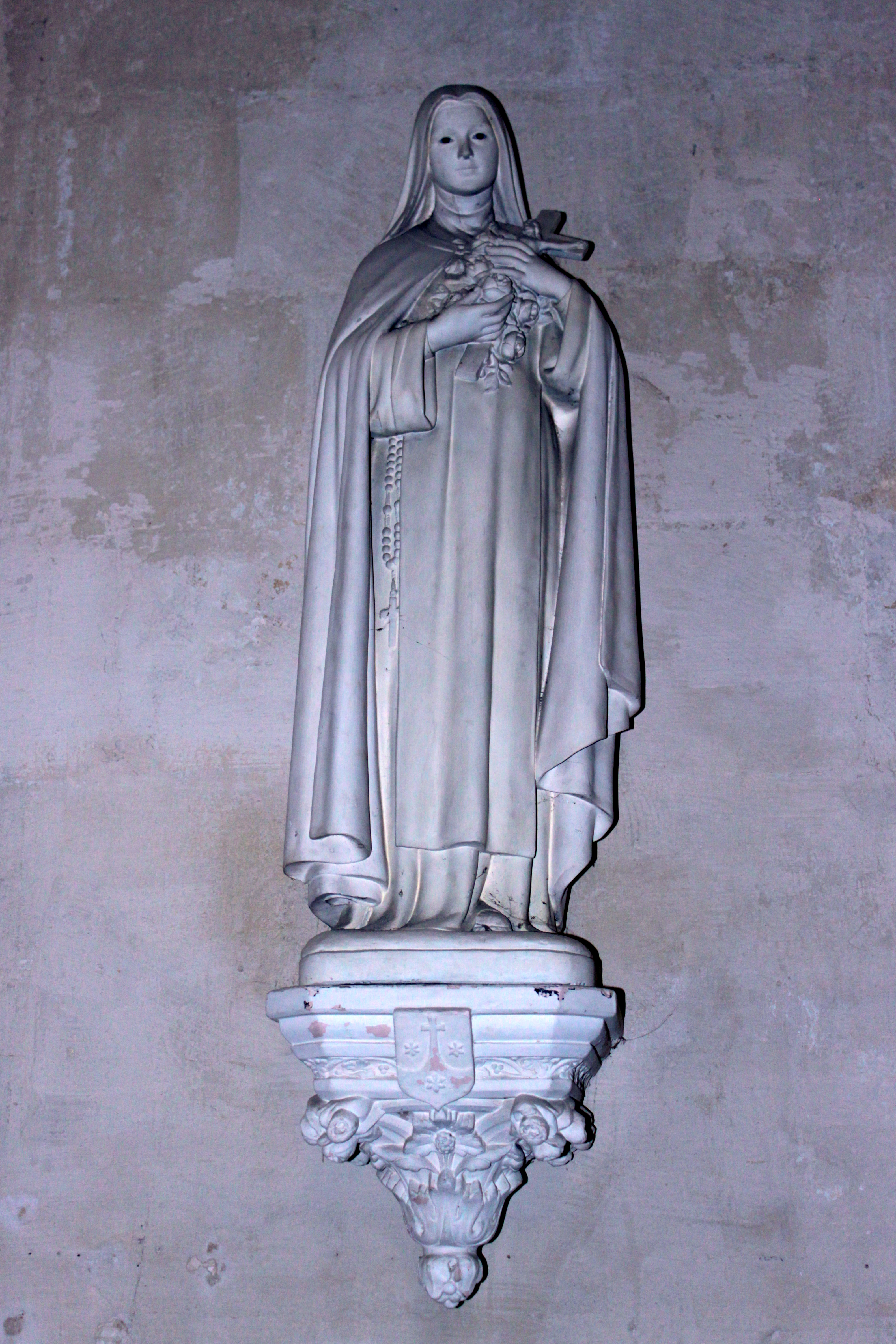
Sainte Thérèse.
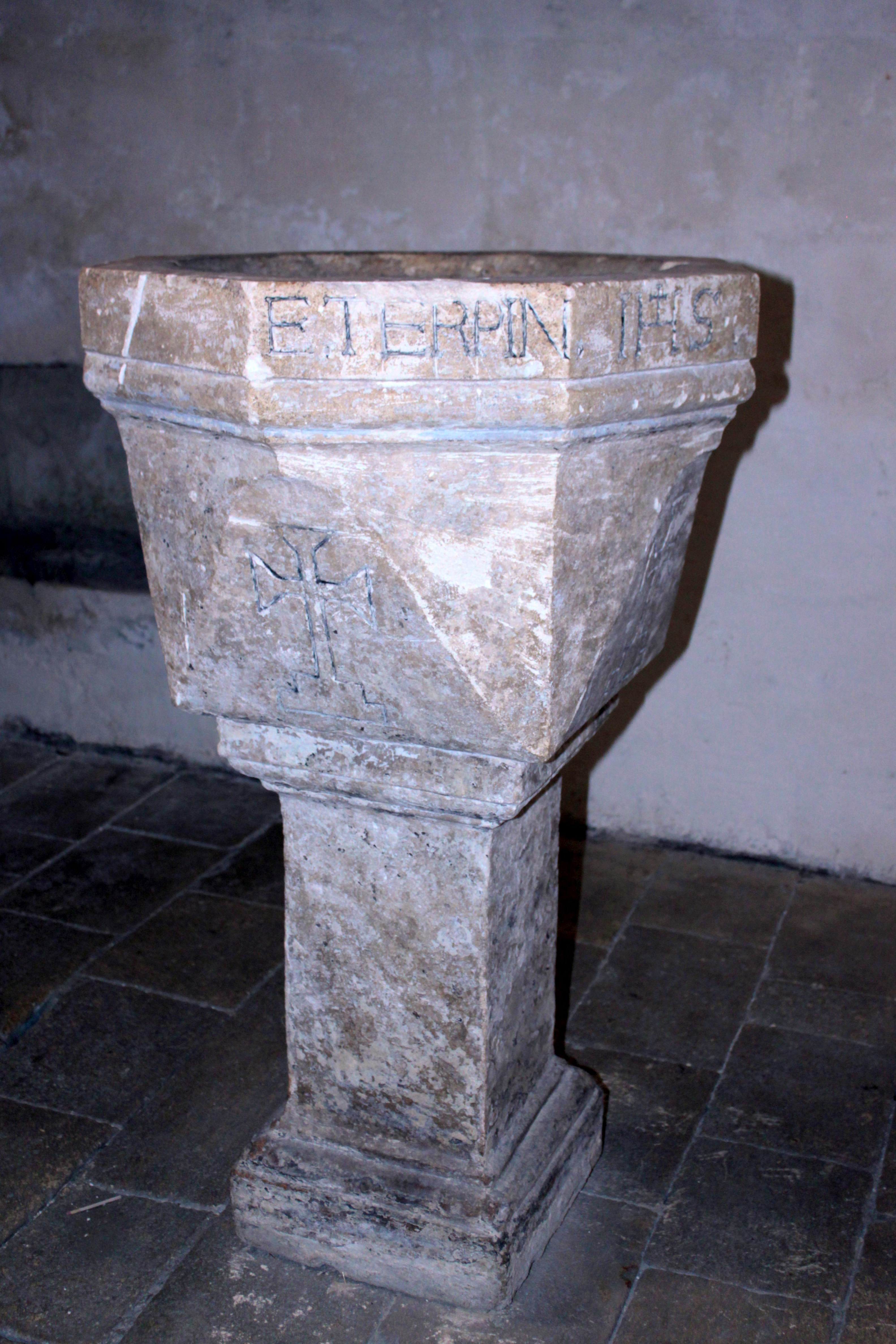
Baptistère.
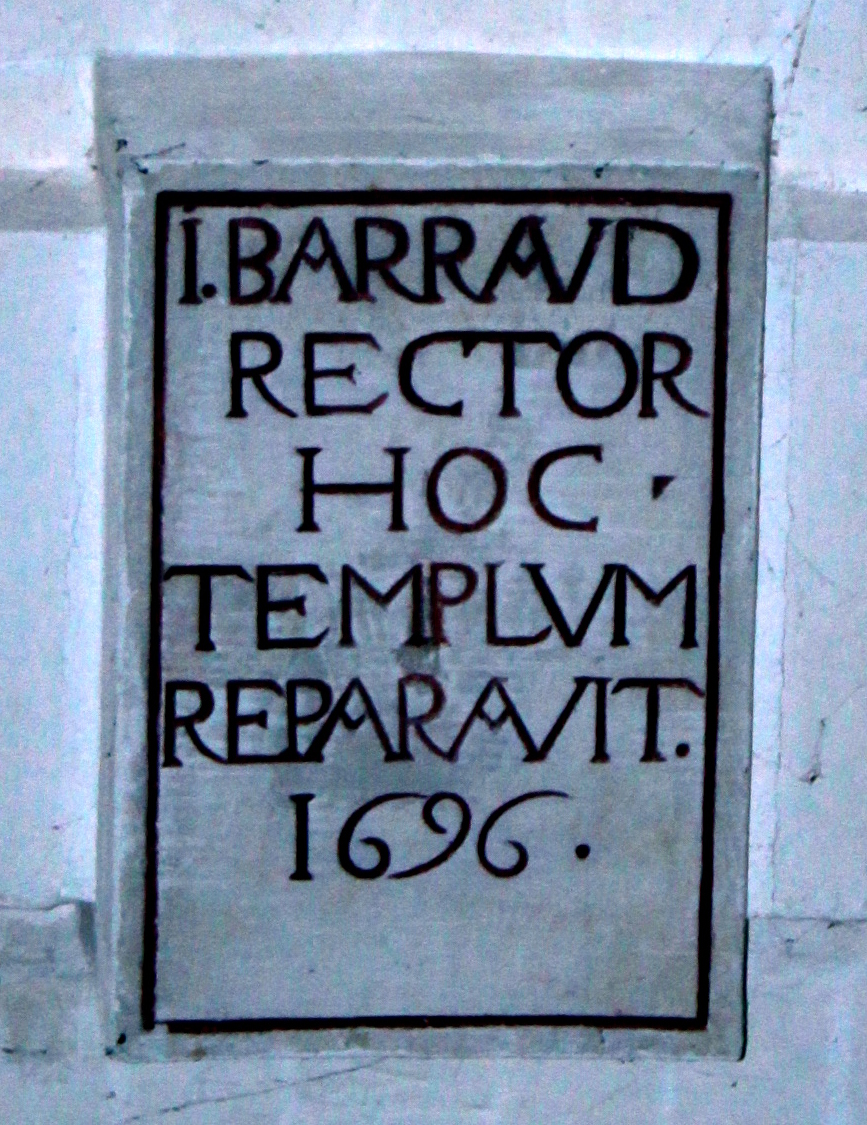
Plaque marquant date de rénovation.